# Шевель, Александр Владимирович
Алекса́ндр Влади́мирович Ше́вель (26 августа 1972, Москва) — российский дартсмен. Вице-чемпион Европы, двукратный чемпион России. Главный тренер сборной Москвы по дартсу. Участник Кубка мира WDF (2017). Мастер спорта России международного класса.

## Биография
Дартсом занимается с 2013 года. В первый же год смог проявить себя, заняв второе место на командном чемпионате России.
В 2017 году стал чемпионом России в миксте, играя вместе с Мариной Кононовой и Романом Обуховым. В том же году попал в сборную России и принял участие в командном чемпионате Европы по электронному дартсу. Уступив в финале хорватам, национальная команда заняла второе место. В её состав, кроме Шевеля, вошли Борис Кольцов, Роман Обухов, Антон Колесов, Александр Орешкин, Илья Волохин, Кирилл Фадеев и Алексей Пигарев.
Принимал участие в Кубке мира WDF 2017 года. В личном разряде дошёл до 1/32 финала, где проиграл швейцарцу Томасу Юнгхансу (2:4).
В 2020 году выиграл чемпионат России по американскому крикету, обыграв в финале Романа Обухова (4:1).

## Достижения

### Личные
- Чемпион России (2020, крикет)
- Вице-чемпион России (2017, крикет)

### Парные
- Бронзовый призёр чемпионата России (2014)

### Командные
- Вице-чемпион Европы (2017, электронный дартс)
- Вице-чемпион России (2013)
- Бронзовый призёр чемпионата России (2015, 2019)

### Микст
- Чемпион России (2017)